# Jan Stoffers
Jan Stoffers (Emmen, 14 juni 1954) is een Nederlandse crimineel en moordenaar, die in 2000 tot een levenslange gevangenisstraf werd veroordeeld wegens de moord op de 7-jarige Chanel-Naomi Eleveld in juli 1999. Stoffers bleek een zedenhistorie te hebben, en had een gevangenisstraf uitgezeten wegens verkrachting van een 15-jarig meisje in 1996. Hij kreeg in de media de bijnaam het monster van Assen.

## Verkrachtingszaak
In 1996 was Stoffers, die op dat moment met zijn Poolse vrouw en zoon in Polen woonde, enige tijd in Nederland na een echtelijke twist. Hij zocht een aantal oude bekenden op waaronder een ex, maar allen wezen hem af. Op 17 mei stapte Stoffers na alcohol te hebben geconsumeerd in een auto op zoek naar seks. Hij probeerde in eerste instantie een jong meisje de auto in te sleuren, maar dat mislukte. In het Drentse Klazienaveen wist hij een 15-jarig meisje de auto in te trekken, nadat hij haar om een vuurtje vroeg. Ze werd op een parkeerplaats verkracht, en midden in de nacht uit de auto gezet.
Stoffers vluchtte direct Nederland uit, maar werd bij de Poolse grens aangehouden. In december 1996 werd hij tot vier jaar celstraf veroordeeld, nadat zes jaar geëist was. Eind 1998 kwam hij vervroegd vrij. Met vrouw en kind betrok hij vervolgens een huis in Assen.

## De moord op Chanel-Naomi Eleveld
Chanel-Naomi Eleveld uit Assen verdween spoorloos op 21 juli 1999. Drie weken later werd haar buurtgenoot Jan Stoffers gearresteerd op het station van Zwolle. Hij was enkele dagen na de verdwijning van het meisje op de vlucht geslagen en sliep sindsdien in diverse hotels in Nederland. Stoffers werd verdacht, omdat hij wegens zedendelicten al eerder met de politie in aanraking was geweest. De dag na zijn arrestatie vond de politie in de kruipruimte van zijn woning het lichaam van het verdwenen meisje.
Chanel-Naomi bleek diverse malen verkracht, was de nacht opgesloten in een kast en uiteindelijk op de ochtend van 22 jul door Stoffers gewurgd. Enkele weken voor de moord hadden de vrouw van Stoffers en zijn zoontje het huis verlaten, uit angst voor de gewelddadige Stoffers. Eind juni had hij zijn vrouw op grove wijze verkracht, voor de ogen van zijn kind. Terwijl hij op de vlucht was, verkrachtte hij op een hotelkamer in Heerlen op agressieve wijze een prostituee die hij kort daarvoor op het station had opgepikt.

## Maatschappelijke beroering
De verdwijning van Chanel-Naomi en het nieuws dat ze verkracht en vermoord was, leidde in de zomer van 1999 tot veel maatschappelijke beroering. In de Tweede Kamer werd naar aanleiding van de moord opgeroepen tot strengere straffen voor pedoseksuelen. Politici stelden dat ontuchtplegers, ook nadat zij hun straf hebben uitgezeten, door de politie op de voet gevolgd zouden moeten worden. CDA-leider Jaap de Hoop Scheffer zei na de arrestatie van Stoffers dat de kindermoordenaar nooit meer als vrij man in de maatschappij zou mogen terugkeren.

## Levenslang
Op 11 februari 2000 werd Stoffers tot levenslange gevangenisstraf veroordeeld wegens verkrachting en moord op Chanel-Naomi, verkrachting van zijn vrouw en verkrachting van een prostituee. Op 20 juli 2000 werd het vonnis in hoger beroep bevestigd. Door het Pieter Baan Centrum was Stoffers verminderd toerekeningsvatbaar verklaard. Hij heeft volgens de psychiaters geen pedofiele neigingen, maar zocht slachtoffers op die hij de baas kon. Stoffers lijdt aan verlatingsangst en wilde door veel alcohol en agressieve seks de problemen ontvluchten. Hij zou in zijn jeugd seksueel zijn misbruikt.
Ondanks de verminderde toerekeningsvatbaarheid kreeg Stoffers levenslang opgelegd. De rechter achtte de kans op herhaling zo groot dat hij van mening was dat de veroordeelde niet meer in de maatschappij mag terugkeren. Tbs werd verworpen, omdat Stoffers bij een levenslange straf niet meer vrij zal komen.
Stoffers eerste verzoek voor een beoordeling tot gratie was op 13 augustus 2024. Dit verzoek is afgewezen door de staatssecretaris van justitie en veiligheid Ingrid Coenradie. Dit naar aanleiding van een rapport opgemaakt door Het Adviescollege Levenslanggestraften. Dit college acht de kans op recidive groot. Ook hebben In 2023 de nabestaanden van Chanel-Naomi een petitie gestart om dat te voorkomen. Stoffers kan in 2026 weer een verzoek doen tot gratie.